# Ducatul Prusia
Ducatul Prusia (germană Herzogtum Preußen) sau Prusia Ducală (poloneză Prusy Książęce) a fost un ducat înființat în 1525 în fostul Stat monastic al Cavalerilor Teutoni în partea estică a regiunii Prusia. A fost primul stat Protestant Luteran cu o populație majoritară germană.
Ducatul avea capitala la Königsberg și a fost moștenit de familia Hohenzollern prinți-electori ai Brandenburgului în 1618. Uniunea personală este numită Brandenburg-Prusia pânâ când a fost ridicată la statutul de regat în 1701.
Ducatul Prusia a fost un vasal al Uniuneii statale polono-lituaniane până în 1657, când "Marele Elector" Frederick Wilhelm de Brandenburg a obținut suveranitatea totală a teritoriului prin Tratatul de la Wehlau.
După anexarea Prusiei Regale de către Regele Frederick al II-lea al Prusiei în Prima Partiție a Poloniei, fostul ducat și Prusia Regală au fost reorganizate în 1773 în Provincia Prusia de Est și Provincia Prusia de Vest.